# 唐岱

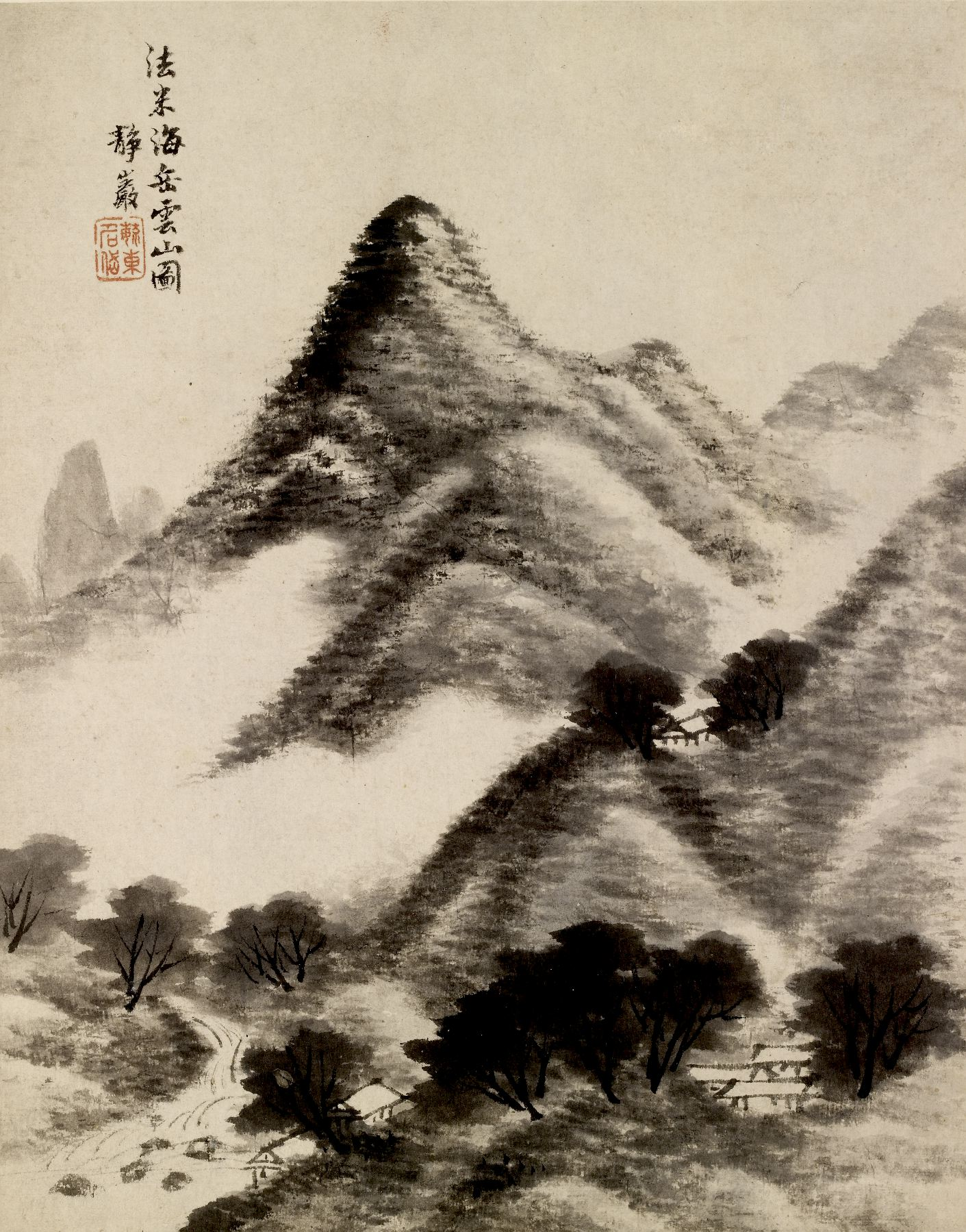
唐岱仿米芾“米氏云山”册页（现藏于美国巴尔的摩沃尔特艺术博物馆）

唐岱（1673年—1754年），字毓东，号静岩，一号默庄，又号知生，他塔喇氏，满洲正蓝旗人。清朝官员、宫廷畫家。

## 生平
荫生，承祖爵，康熙五十五年（1716）袭骑都尉（载《钦定八旗通志：正蓝旗满洲世职》卷291）。任骁骑参领，从军塞外，官至内务府总管。從王原祁学画，又師法范寬。后应召入内廷论画法，深受康熙帝賞識，御赐“画状元”。康熙帝曾题唐岱《溪山雪霁图》云: “唐岱笔法老尤劲，鼻祖摩诘追范宽。”乾隆帝在唐岱《千山落照图》畫幅上題诗：“着墨浓淡间，万壑秋风起。……位置倪黃中，誰能別彼此”（载乾隆《乐善堂集》、張庚《國朝畫徵錄》），又作组诗《题唐岱仿各家山水画册》。今瀋陽故宮博物院珍藏《大房選勝圖》和《松鶴圖》。臺北國立故宮博物院藏《新豐圖》。雍正十三年（1735年）乙卯，为宝亲王弘历（即乾隆帝）画《小园闲咏图册》，弘历（赐号长春居士）作《小园闲咏》十五首（从诗歌判断，此小园可能系少年弘历在圆明园的读书处之一即圆明园四十景中第十四景“武陵春色”），梁诗正谨书。乾隆九年（1744）与宫廷画师沈源合作畫《御制圆明园四十景图》，乾隆作《四十景對題詩》，汪由敦書，图诗合为《御制圓明園四十景圖詠》（原圖詠现藏法国巴黎国家图书馆）。
著有画论《繪事發微》（陈鹏年、康熙二十七年（1688年）戊辰科进士沈宗敬、表兄阿金 (康熙进士)、慎郡王允禧序，自序；乾隆四年（1739）刻本）。《清史稿：列传二百九十一》有传。
宗室诗人塞爾赫（字晓亭，1677－1747；曾祖穆尔哈齐）曾为唐岱的画作题诗跋《题静岩山水卷》（载杨钟羲《雪橋詩話》卷4）。进士书法家翁方纲曾作诗《唐静岩仿李营邱谿山雪霁》（载翁方纲《 复初斋诗集》）。有弟子宫廷画家陈善（载張庚《國朝畫徵錄》）。

## 旗籍
关于唐岱的旗籍存在不同说法。清代《读画辑略》记载唐岱为“满洲正篮旗，旧系红兰主人宗室蕴端属下”。而清末民初书画家李放《八旗画录》中则记载其为满洲正白旗人。另有同名的蒙古正蓝旗人唐岱，是镶蓝旗蒙古副都统唐喀禄之子，与宫廷画家唐岱并非一人。《钦定八旗通志：正蓝旗满洲世职》卷291将其记为满洲正蓝旗，其曾祖勞翰姓他塔喇氏，属进士秀堃家族。

## 家庭
有家谱《唐氏家乘》，先祖赠光禄公，于三藩之乱时出师汉中，因军功，授世爵（载《繪事發微》沈宗敬序）。据《钦定八旗通志：正蓝旗满洲世职》卷291和《八旗滿洲氏族通譜》卷11：
- 始祖巴達巴顔。“巴達巴顔，正藍旗人，岱圖庫哈理同族，世居扎庫木地方，國初來歸。其曾孫勞翰，……攻義州陣亡，贈騎都尉；其子薩拉竒承襲，……其子唐岱襲職。”（《八旗滿洲氏族通譜》卷11）。
- 太高祖。
- 高祖。
- 曾祖勞翰（又劳汉），姓他塔喇氏，攻義州陣亡，天聪八年（1634）贈世袭騎都尉（载《钦定八旗通志：忠义传》卷209、《钦定八旗通志：正蓝旗满洲世职》卷291）。
- 祖父沙喇奇（又薩拉竒），天聪八年（1634）袭騎都尉。
- 父沙喜(又薩喜），顺治七年（1650）袭騎都尉。
- 子。胞弟巴郎阿，其子克孟额，均袭騎都尉。
- 孙儿松龄，乾隆十九年（1754）袭祖父唐岱之騎都尉。
- 表兄镶白旗满洲、康熙三十年（1691年）辛未科进士郭络罗氏阿金 (康熙进士)。
- 家族后代有嘉慶六年（1801年）辛酉恩科进士秀堃。

## 延伸阅读
[在维基数据编辑]
 《清史稿·卷504》，出自趙爾巽《清史稿》
 在维基共享资源阅览影像